# Jürg Biner
Jürg Biner (Zermatt, 15 de agosto de 1964) es un deportista suizo que compitió en esquí acrobático. Ganó una medalla de plata en el Campeonato Mundial de Esquí Acrobático de 1989, en la prueba de baches.

## Medallero internacional
| Campeonato Mundial | Campeonato Mundial | Campeonato Mundial | Campeonato Mundial |
| Año                | Lugar              | Medalla            | Competición        |
| ------------------ | ------------------ | ------------------ | ------------------ |
| 1989               | Oberjoch (RFA)     | Medalla de plata   | Baches             |